# Neil Hagerty
Neil Michael Hagerty es un guitarrista, compositor y productor estadounidense nacido en 1965. Es conocido por ser cofundador del grupo Royal Trux en 1988 junto a su pareja Jennifer Herrema, con quien vivió en Washington, Virginia.
Hagerty lanzó varios álbumes en solitario tras la disolución de Royal Trux en 2001 junto a algunas grabaciones bajo el apodo de The Howling Hex. También actuó como guitarrista y compositor en Pussy Galore y Weird War. Hagerty es autor de dos libros, Victory Chimp (1997), una novela de ciencia ficción, y Public Works (2005), una colección de ensayos cortos.

## Discografía
- Neil Michael Hagerty CD, LP (2001)
- Plays That Good Old Rock and Roll CD, LP (2002)
- Neil Michael Hagerty & the Howling Hex CD, LP (2003)